# Ion Melinte
Ion Melinte (n. 22 iunie 1959) este un deputat român, ales în 2012 din partea PP-DD. 
În timpului mandatului a trecut la grupul parlamentar al Partidului Social Democrat.